# Tha Blue Carpet Treatment
Tha Blue Carpet Treatment é o oitavo álbum de estúdio do rapper estadunidense Snoop Dogg, lançado a 21 de novembro de 2006, pela gravadora Geffen Records. A produção do álbum ocorreu entre 2005 e 2006 em vários estúdios de gravação e foi feita por Dr. Dre, The Neptunes, Battlecat, DJ Pooh, Timbaland, Danja, Mark Batson, Terrace Martin e Mr. Porter.
O álbum estreou no número cinco na Billboard 200, vendendo 264 mil cópias em sua primeira semana. Após a seu lançamento Tha Blue Carpet Treatment recebeu geralmente críticas positivas dos críticos de música.

## Antecedentes
A frase "Blue Carpet" no título do álbum, faz referência ao "Tapete vermelho" usada em eventos formais. A cor azul refere-se a filiação de Snoop Dogg com a gangue de rua Crips, que usam azul para contrastar com vermelho de sua gangue rival, os Bloods. A capa do álbum foi submetido a várias revisões. A primeiro arte foi revelado em agosto de 2006 no site oficial do rapper, sendo o cão dos desenhos animados, representando Snoop Dogg, exibindo sinais de gangue Crips sobre um tapete azul modelado como uma bandana, Abrangendo usar as semelhanças dos desenhos animados do rapper, que foi projetado por seu primo Darryl Daniel. Uma versão atualizada da capa do disco foi apresentada no decimo terceiro aniversario do talk show Late Show de David Letterman em 30 de agosto de 2006, que contou com uma paródia da famosa placa de Hollywood, estilizada como "LONG BEACH". Chegando a capa final, que foi postada no site do rapper.
O álbum voltou ao estilo nativo da do rap Long Beach, Califórnia, levando Snoop de volta a suas raízes gangsta. O rapper disse ao site da MTV que o álbum lhe permitiu "abraçar sua verdadeira natureza". "Eu fui para a direita de volta a raíz" disse Snoop sobre a produção de seu álbum. "Eu voltei para o básico. Eu tenho vindo a feito um monte de canções pop, muitas músicas de R&B. Músicas que possa ter feito os meus fãs terem sentido que vacilei pelo que eu era naturalmente acostumados a fazer. Mas eu sou um animador e minha função é entreter as pessoas e isso é o que eu estava sentindo no momento. Mas agora, estou me sentindo de volta para a raíz".

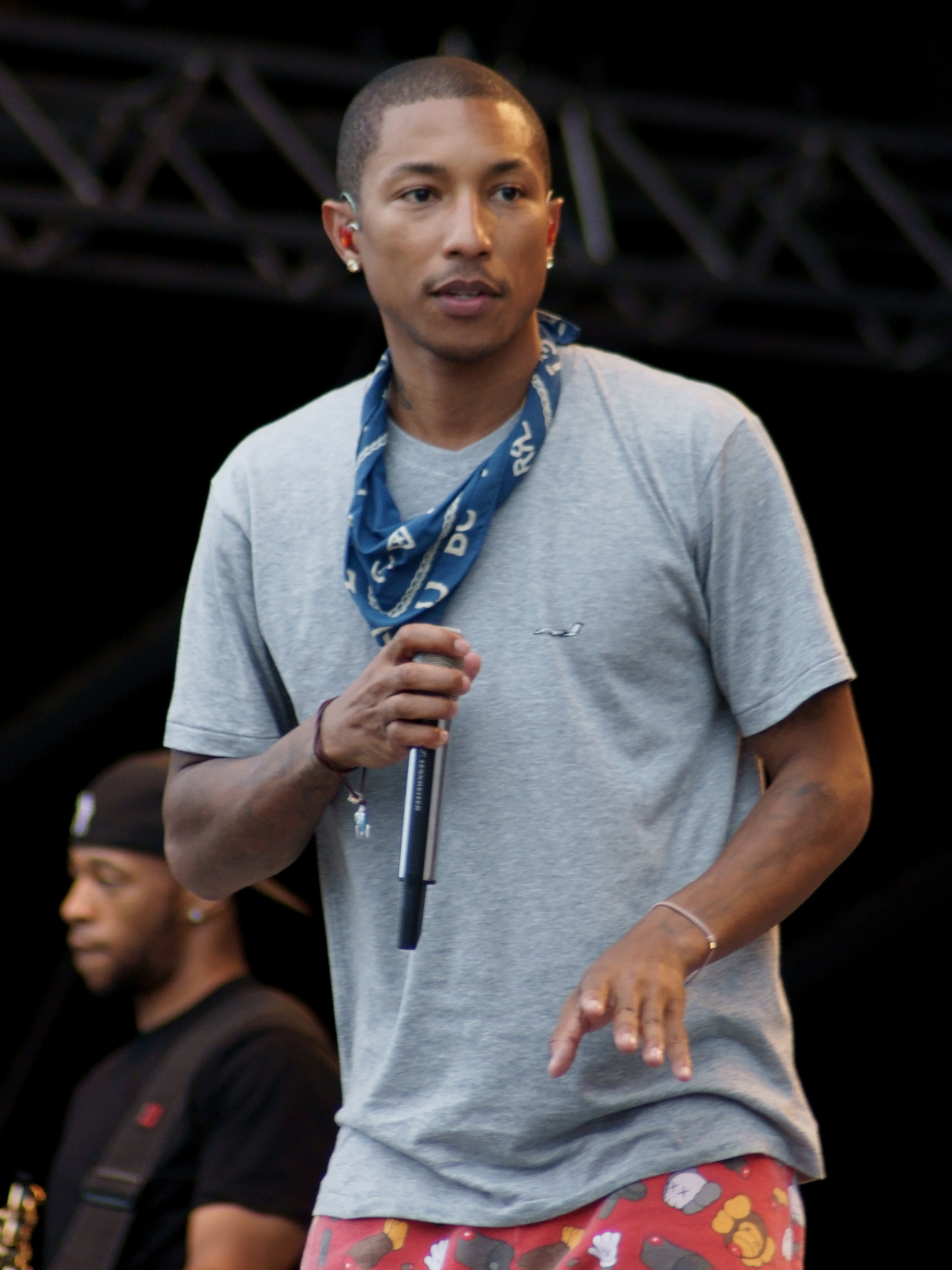
Pharrell Williams da dupla The Neptunes, participou da produção de diversas faixas, incluindo a canção 10 Lil' Crips.

Pharrell disse que vídeo da música "Vato" não só vai mostrar só o lado gangsta de Snoop, mas também vai abordar a questão da violência entre os afro-americanos e hispânicos em Los Angeles e falar sobre as questões raciais que o tema aborda.
Snoop Dogg, se juntou com DJs conhecidos das costas Oeste, Leste e Sul e lançaou a Tha Blue Carpet Treatment Mixtape, que foi produzida pelo DJ Skee, DJ Whoo Kid, e DJ Drama. Ela continha todas as faixas cortados da lista final de seu álbum final. Foi lançado algumas semanas antes do álbum oficial.
A faixa "Think About It" foi composta por Frequency um ano e meio antes de o álbum, em seu dormitório enquanto ele era um estudante na Virginia. O material foi passado para Mike Chavez da Geffen Records, que a cedeu para Snoop Dogg. Snoop usou a faixa para mostrar o seu filho mais velho, que na não tinha o pai como rapper favorito.

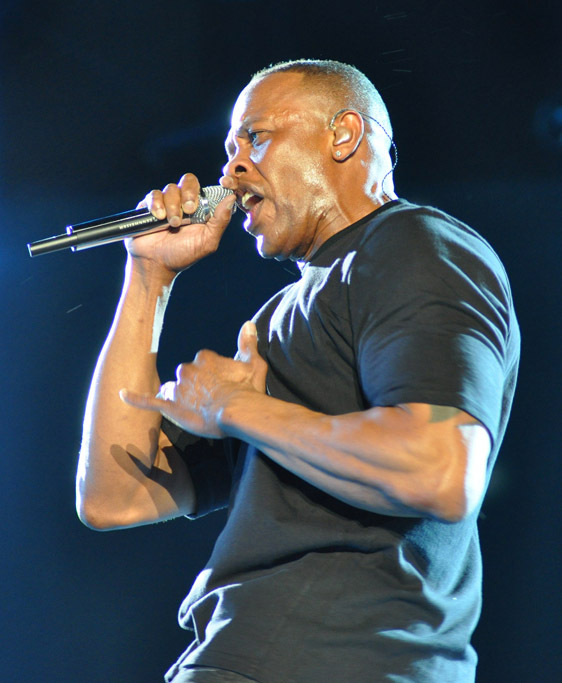
O rapper e produtor Dr. Dre que produziu e participou do hit "Imagine"

Originalmente, a música "Imagine" foi programado para estar presente no álbum The Big Bang de Busta Rhymes. Rhymes afirmou em várias entrevistas, pouco antes do lançamento de The Big Bang, que a amostra de "Imagine" ainda estava tentando ser encaixadas em seu álbum, afirmando que não tinha certeza de que as amostra seriam produzidas a tempo do lançamento de seu álbum, por isso teve de ser excluída de seu trabalho. Então sendo cedida a Snoop, que em seguida lançou à com a participação de Kam, e mais tarde na versão oficial do álbum, com Dr. Dre e D'Angelo. Apos o lançamento do álbum de Tha Blue Carpet Treatment Busta Rhymes lançou um remix da faixa, que seria cogitado pelos críticos como a versão original não usada em seu álbum. Artistas como Nas, Adil Omar, Ja Rule e Black-Ty fizeram freestyles da canção.
A faixa "Which One of You" foi gravada originalmente pelo grupo N.V. sendo produzida pela equipe 1500 or Nothin'. A canção "' Round Here" usa samples da canção "Thank You" da cantora Dido, que Eminem usou no seu single Stan. Porem Snoop alegou que não estava ciente do fato, e que ele não ouve Eminem, por ele ser um gangsta e o Eminem não , porem não declarou nenhuma magoa pessoal ao seu colega de The Up in Smoke Tour. "L.A.X." contem sample da canção "More Bounce to the Ounce" de Zapp, que já tinha sido usada por Snoop na faixa "Snoop Bounce" de seu segundo álbum Tha Doggfather. "That's That Shit", "Boss' Life" e "Imagine" tiveram a composição não creditada dos artistas da Aftermath Entertainment Stat Quo e The D.O.C..

## Gravação
Snoop Dogg disse à revista Billboard que trabalhou na produção e gravação de Tha Blue Carpet Treatment durante nove meses. Durante esse tempo ele colaborou com os artistas como R. Kelly no single bem sucedido  "That's That", produzido por Nottz e outros destaques no disco foram as presenças de Ice Cube, Pharrell, D'Angelo, Akon, Nate Dogg, B-Real do Cypress Hill, e até Stevie Wonder. Ele também confirmou que Dr. Dre teve uma grande participação no álbum, produzindo várias faixas e participando de um verso na faixa "Imagine", os artistas não trabalhavam juntos em uma canção desde 2000. Ele também fez o dueto com Akon no single I Wanna Fuck You mas teve de lançar uma versão censurada para as rádio, chamado "I Wanna Love You".
Entre as canções que ficaram fora da lista final estão,  "Wannabes" com Young Jeezy e Nate Dogg, produzida por DJ Quik, "Smokin' Smokin' Weed" com Ray J, Slim Thug, Shorty Mack e Nate Dogg, e "Put This Thang on You" com o cantor de R&B Ne-Yo.

## Singles
Vato lançado em 15 de agosto de 2006, como primeiro single do álbum. A faixa tem a participação do rapper B-Real, do grupo de Hip Hop latino Cypress Hill. Vato alcançou a posição 85 na Billboard R&B/Hip-Hop Songs, 55 na ARIA Singles Chart da Austrália, tendo sua melhor colocação na Finlândia, aonde alcançou a terceira posição na Suomen virallinen lista. O videoclipe da canção foi lançado em 30 de Agosto de 2006 na emissora de televisão Black Entertainment Television , tendo a direção de Philipp G. Atwell, tendo recebido também uma versão de animação gráfica, onde se passa em um presidio.
I Wanna Fuck You lançada como segundo single do álbum em 14 de Setembro de 2006, a canção é um dueto com o cantor de R&B Akon, a faixa também foi lançada por Akon no seu álbum Konvicted, com o título I Wanna Love You. A canção foi um dos maiores sucessos da carreira dos dois artistas, alcançando a primeira posição na Billboard Hot 100, a terceira na UK Singles Charts, ficando ainda entre as dez melhores em países como Austrália, República Checa, Dinamarca, Irlanda e Nova Zelândia. O single foi certificado tripla Platina no Estados Unidos, Ouro na Austrália, Platina na Nova Zelândia e Platina no Brasil. O videoclipe foi dirigido por Benny Boom e premiado no 106 & Park de BET, em 17 de Novembro de 2006. A música também teve uma versão diferente gravada para a MTV e para a Cidade FM, e conta com a colaboração de Boss AC.
That's That também conhecida com That's That Shit, foi o terceiro single de promoção para o álbum, sendo lançada em 10 de Outubro de 2006. a faixa conta com a participação do ícone do R&B R. Kelly. Este single teve bom desempenho comercial, assim como o anterior, Alcançando a Vigessima posição na Billboard Hot 100, a nona posição na Billboard R&B/Hip-Hop Songs, ficando entre as três melhores na Billboard Rap Songs, e em sétima na Billboard Rhythmic Top 40 Alcançando ainda o top dez na Finlândia. O videoclipe da faixa foi lançado em 7 de novembro de 2006 na MTV, e ganhou o premio de melhor vídeo de Hip-Hop de 2007 na cerimonia do MTV Australia Video Music Awards 2007
Candy (Drippin' Like Water) foi o quarto single do álbum, a faixa conta com a participação de E-40, MC Eiht, Goldie Loc e do grupo Tha Dogg Pound. O vídeo da música foi filmado no Hollywood Boulevard em Hollywood, Los Angeles.
Boss' Life quinto e último single do álbum, foi lançado em 10 de Abril de 2007, tendo a participação de Akon na versão do álbum e de Nate Dogg na versão do videoclipe. A canção alcançou a posição 65 na Billboard R&B/Hip-Hop Songs, e a posição 35 na Billboard Hot 100 Airplay. O vídeo da música estreou na BET Access Granted em 21 de março de 2007, e no programa Total Request Live da MTV em 17 abril 2007
Imagine originalmente a canção foi criada por Dr. Dre para fazer parte do álbum The Big Bang do rapper Busta Rhymes, porem não ouve tempo de hábil para que a faixa fosse produzida e lançada no álbum, então ela foi cedida a Snoop. Apesar de não ser um single oficial a canção alcançou a sétima posição na Billboard Bubbling Under R&B/Hip-Hop Singles.
Crazy a faixa que tem a participação de Nate Dogg, mesmo sem ser um single oficial chegou a posição 79 na Tokio Hot 100 do Japão. Um videoclipe de animação foi lançado juntamente com a faixa, descrevendo a "Loucura" nos guetos da Costa Oeste de Los Angeles.
10 Lil Crips a canção recebeu um videoclipe oficial, onde mostra Snoop narrando o dia de dez garotos, que entraram para a gangue Crip, e o fim trágico da maioria deles.
Gangbangin' 101 a faixa que teve a participação vocal do rapper The Game, também ganhou um videoclipes oficial, retratando a violência dos guetos americanos, e abordando a rivalidade entre as gangues Crips e Bloods em Los Angeles, retratando Snoop como membro da gangue azul, e Game como membro da gangue vermelha.
A Bitch I Knew a faixa foi produzida por Battlecat e Rhythum D. O videoclipe dessa faixa faz referência a o "Escândalo Lewinsky" em que Monica Lewinsky teria afirmado ter praticado sexo oral no o ex-presidente Bill Clinton, dentro da Casa Branca no trecho do vídeo em que o então presidente Clinton faz uma chamada telefônica ao P.I.M.P. Snoop.
Which One Of You que conta com a participação vocal de Nine Inch Dix, recebeu um videoclipe para divulgação, que pode ser encontrado no YouTube.

## Recepção da crítica
| Críticas profissionais | Críticas profissionais |
| Pontuações agregadas   | Pontuações agregadas   |
| Fonte                  | Avaliação              |
| ---------------------- | ---------------------- |
| Metacritic             | (70/100)               |
| Avaliações da crítica  |                        |
| Fonte                  | Avaliação              |
| About.com              | [ 39 ]                 |
| AllHipHop              | (8/10)                 |
| Allmusic               | [ 41 ]                 |
| The A.V. Club          | B+                     |
| Okayplayer             | [ 43 ]                 |
| Pitchfork Media        | (7.5/10)               |
| Robert Christgau       | [ 45 ]                 |
| Rolling Stone          | [ 46 ]                 |
| USA Today              | [ 47 ]                 |
| XXL                    | (XL)                   |

Tha Blue Carpet Treatment recebeu críticas positivas dos críticos de música. O álbum manteve críticas positivas com IGN chamando-o de "um dos esforços mais fortes de Snoop em um longo tempo, com as batidas, rimas, e os convidados todos elogiando o Doggfather com grande rapidez." Ele recebeu um quatro estrelas de cinco possíveis do Allhiphop.com, About.com e do Allmusic. Ryan Dombal do site Entertainment Weekly escreveu que "Blue Carpet se destaca pela parceria com Dr. Dre em quatro faixas, sendo algo nostálgico, em destaque 'Imagine'." avaliando o disco com a nota B+. A revista VIBE escreveu "Tha Blue Carpet Treatment se destaca como uma forte declaração de um veterano ainda empurrando seus limites artísticos." Blender escreveu que o álbum é "Um regresso a seu baú auge no G-funk." dando-o três estrelas e meia de cinco possíveis. XXL escreveu que "O fogo lírica de Snoop parece ressuscitado, como ele entrega seu mais consistentemente trabalho pós-Doggystyle." Rolling Stone escreveu que "oitavo LP de Snoop não faz muito para quebrar a tendência. A produção é bastante quente, com batidas de alta definição, que vão do funk de Boss' Life para obscuridade de "Vato". A faixa  "That's That Shit" com R. Kelly teve de ser adaptada para as radio, da mesma forma que a faixa "Gangbangin 101" com The Game tendo faixas fortes como "Think About It", e alguns rappers poderiam fazer um minimalista "Drop It Like It's Hot" como "Candy (Drippin' Like Water)" de estilo singular."
The A.V. Club analisou o álbum e escreveu que "Snoop sempre foi capaz lançar singles contagiosas, mas seus álbuns geralmente vertente algumas músicas contagiantes em meio a oceanos de faixas preguiçosas, oportunistas e tendênciosas, e derivado, de segunda categoria do G-funk sonolento. Álbuns recentes anticlímax de Dogg Pound e 213 (Snoop, Warren G e Nate Dogg) não conseguiram despertar Snoop fora de seu funk de longa data. Então, por que chocantemente Tha Blue Carpet Tratament soa mais como um frouxo, flow revitalizado de Doggystyle?. O reaparecimento de Dr. Dre, certamente, não faz mal. Dre sempre trouxe o melhor de Snoop, e sua presença parece ter reacendido a paixão e a fome de Snoop. Nenhuma pista melhor exemplifica do que a delirante de "Candy (Drippin 'Like Water) ", um doce-revestido insanamente cativante canção R&B com acenos inteligentes para hyphy (E-40 e produtor Rick rock) e retro jazz-rap (confira que louco amostra Digable Planets!), além de um exercito de raps gangstas convidados. Quando confrontados com uma escolha, Snoop aqui inevitavelmente escolhe todos os itens acima. Assim, o disco dá ouvintes Dr. Dre e The Neptunes, The Game e Ice Cube, entusiasta poligamia com Akon e velhos amigos como Nate Dogg, George Clinton e Stevie Wonder. Com seu exuberante Blue Carpet Tratament, Snoop Dogg, finalmente, parece decidido a construir e expansão de seu legado musical, ao invés de meramente se escorar sobre ele".

## Desempenho comercial
Tha Blue Carpet Treatment estreou no número cinco na Billboard 200 com 264 mil cópias vendidas em sua primeira semana. O álbum marcou o sétimo top dez do artista na Billboard 200. O disco foi listado na posição 97 pela Nielsen SoundScan entre os 100 álbuns mais vendidos de 2006, com 637 mil cópias comercializadas em pouco mais de um mês. Ate março de 2008, Tha Blue Carpet Treatment vendeu mais de 903,000 no país de origem, e estimativas apontam que ate junho de 2015 o disco vendeu mais de 1,139,000 domesticas.

## Faixas
| N.º            | Título                                                                        | Produtor(s)                 | Duração |  |
| 1.             | "Intrology" (com George Clinton)                                              | Battlecat                   | 1:59    |  |
| 2.             | "Think About It"                                                              | Frequency                   | 3:37    |  |
| 3.             | "Crazy" (com Nate Dogg)                                                       | Fredwreck                   | 4:26    |  |
| 4.             | "Vato" (com B-Real)                                                           | The Neptunes                | 4:44    |  |
| 5.             | "That's That" (com R. Kelly)                                                  | Nottz                       | 4:17    |  |
| 6.             | "Candy (Drippin' Like Water)" (com E-40, MC Eiht, Goldie Loc, Tha Dogg Pound) | Rick Rock                   | 4:48    |  |
| 7.             | "Get a Light" (com Damian Marley)                                             | Timbaland, Danja            | 3:41    |  |
| 8.             | "Gangbangn 101" (com The Game)                                                | Terrace Martin              | 4:01    |  |
| 9.             | "Boss' Life" (com Akon1)                                                      | Dr. Dre                     | 3:22    |  |
| 10.            | "LAX" (com Ice Cube)                                                          | Battlecat                   | 3:21    |  |
| 11.            | "10 Lil' Crips"                                                               | The Neptunes                | 3:15    |  |
| 12.            | "Round Here"                                                                  | Dr. Dre                     | 3:42    |  |
| 13.            | "A Bitch I Knew" (com Traci Nelson)                                           | Rhythum D, Battlecat        | 4:32    |  |
| 14.            | "Like This" (com Western Union, LaToiya Williams, Raul Midón)                 | Soopafly                    | 3:56    |  |
| 15.            | "Which One of You" (com Nine Inch Dix)                                        | 1500 or Nothin'             | 3:32    |  |
| 16.            | "I Wanna Fuck You" (com Akon)                                                 | Akon                        | 2:59    |  |
| 17.            | "Psst!" (com Jamie Foxx)                                                      | N8, Brainz, Jamie Foxx      | 2:59    |  |
| 18.            | "Beat Up on Yo Pads"                                                          | Mr. Porter, DJ DDT-Da Busta | 2:57    |  |
| 19.            | "Don't Stop" (com The Warzone, Kurupt)                                        | Chris "THX" Goodman         | 3:22    |  |
| 20.            | "Imagine" (com Dr. Dre & D'Angelo)                                            | Dr. Dre, Mark Batson        | 4:42    |  |
| 21.            | "Conversations" (com Stevie Wonder, Azuré)                                    | DJ Pooh, Stevie Wonder      | 3:38    |  |
| Duração total: | Duração total:                                                                | Duração total:              | 70:50   |  |

| Faixas bônus |                             |         |  |
| N.º          | Título                      | Duração |  |
| 22.          | "My People"                 | 5:40    |  |
| 23.          | "Real Talk" (R.I.P. Tookie) | 4:17    |  |

Notas
- 1 Participação de Akon na versão do álbum, e de Nate Dogg videoclipe.

Sample usados
- "Intrology" contem samples da canção "Dirt Off Your Shoulder" de Jay-Z.
- "Think About It" contem samples da canção "I Need You" de The Impressions.
- "Crazy" contém interpolações de "She's Strange" de Cameo.
- "That's That Shit contem samples da canção "The Bath" de Nile Rodgers.
- "Candy (Drippin' Like Water)" contem samples da canção "9th Wonder (Blackploitism)" de Digable Planets; e interpolações "Candy" de Cameo.
- "Boss' Life"contem samples da canção"If Tomorrow Never Comes" de The Controllers; e de "Everybody Rise" de Busta Rhymes.
- "L.A.X." contem samples da canção "Going Back to Cali" de The Notorious B.I.G.; e "More Bounce to the Ounce" de Zapp.
- "Round Here" contem samples da canção "Thank You" de Dido.
- "Like This" contem samples da canção "Coffy Sauna" de Roy Ayers.
- "Imagine" contem samples da canção "Have a Talk with God" de Stevie Wonder.

## Créditos
Créditos adaptados do portal Allmusic.
| - Akon - vocais, engenheiro, produtor - B-Real - vocais - Bad Lucc - vocais - Mark Batson - teclados, produtor - Mike Bozzi - assistente - Leslie Brathwaite - mixagem - Paul Bruski - engenheiro - Mike Chav - engenheiro - Ted Chung - A & R, engenheiro, marketing - George Clinton - vocais - Erik "Menino Jesus" Coomes - bongôs - Sean Cruse - baixo - Damani - vocais - Rick DeVarona - assistente - DJ DDT - produtor - DJ Pooh - engenheiro, misturando, produtor, engenheiro vocal - Dr. Dre - vocais, produtor, misturando - Nate Dogg - vocais - Shon Don - engenheiro - E-40 - vocais - Lamar Edwards - guitarra baixo - Jamie Foxx - vocals, produtor - O Jogo - vocais - Abel Garibaldi - engenheiro - Tasha Hayward - cabeleireiro - Josh Houghkirk - assistente - Richard Huredia - Mistura - Ice Cube - vocals - Mauricio Iragorri - engenheiro, mistura - Julio G - vocals, interlúdio | - Kam - vocais - R. Kelly - vocais - Kurupt - vocais - Anthony Mandler - direção de arte, design, fotografia - Deborah Mannis-Gardner - apuramento amostra - Damian Marley - vocais - MC Eiht - vocais - Jeff Meeks - assistente - Ian Mereness - engenheiro - Raul Midón - guitarra, trompete - Fredwreck - produtor - 9 Inch Dix - vocais - Dawaun Parker - teclados - Orlando Rashid - engenheiro - Robert "Roomio" Reyes - assistente - J. Peter Robinson - direção de arte, design - Abril Roomet - estilista - Alexis Seton - mixagem - Snoop Dogg - artista principal - Soopafly - vocais, produtor - Chris Soper - engenheiro - Chris Starr - vocais de fundo - Phil Tan - mixagem - Timbaland - produtor - Warzone - vocais - LaToiya Williams - vocais - Marlon Williams - guitarra - Barbara Wilson - vocais - Stevie Wonder - vocais, produtor - Young Jeezy - vocais |

## Desempenho nas paradas
| Paradas (2006)                            | Melhor posição |
| ----------------------------------------- | -------------- |
| Alemanha (Offizielle Deutsche Charts)     | 41             |
| Áustria (Ö3 Austria Top 40)               | 48             |
| Bélgica (Ultratop Flandres)               | 46             |
| Bélgica (Ultratop Valônia)                | 86             |
| Canadá (Billboard)                        | 10             |
| Dinamarca (Hitlisten)                     | 28             |
| Estados Unidos (Billboard 200)            | 5              |
| Estados Unidos (Top R&B/Hip Hop Albums)   | 2              |
| Estados Unidos (Top Rap Albums)           | 2              |
| Estados Unidos (Billboard Digital Albums) | 12             |
| França (SNEP)                             | 8              |
| Itália (FIMI)                             | 56             |
| Mundo (UWC)                               | 6              |
| Noruega (VG-lista)                        | 18             |
| Nova Zelândia (RMNZ)                      | 20             |
| Países Baixos (Dutch Charts)              | 53             |
| Polónia (ZPAV)                            | 37             |
| Reino Unido (UK Albums Chart)             | 47             |
| Suíça (Schweizer Hitparade)               | 12             |

| Paradas (2006)                                | Melhor posição |
| --------------------------------------------- | -------------- |
| Estados Unidos (Billboard 200)                | 54             |
| Estados Unidos (Billboard R&B/Hip-Hop Albums) | 15             |
| Estados Unidos (Billboard Rap Albums)         | 8              |

## Certificações
| Estados Unidos (RIAA) | Ouro  | 903,000*  |
| França (SNEP) | Ouro  | 75,000*   |
| Reino Unido (BPI) | Prata | 60,000*   |
| Rússia (NFPP) | Ouro  | 25,000*   |
| Vendas totais |       |           |
| Mundo |       | 1,500,000 |
| *número de vendas baseado na certificação ^ figuras embarques com base apenas na certificação ºnúmeros não especificados baseando-se apenas na certificação |       |           |

## Histórico de lançamento
| País           | Data                   | Formato(s)                  | Gravadora(s)                      | Ref.          |
| -------------- | ---------------------- | --------------------------- | --------------------------------- | ------------- |
| Estados Unidos | 21 de novembro de 2006 | CD, Descarga digital, Vinil | Geffen                            | [ 79 ] [ 80 ] |
| Australasia    | 21 de novembro de 2006 | Descarga digital, CD        | Geffen Records Doggystyle Records | [ 79 ] [ 80 ] |
| Europa         | 21 de novembro de 2006 | Descarga digital, CD        | Geffen Records Doggystyle Records | [ 79 ] [ 80 ] |
| Nova Zelândia  | 21 de novembro de 2006 | Descarga digital, CD        | Geffen Records Doggystyle Records | [ 79 ] [ 80 ] |

## Tha Blue Carpet Treatment Mixtape
"Tha Blue Carpet Treatment Mixtape" é a Mixtape com as faixas que foram excluídas do álbum principal e com remix de alguns dos sucessos do álbum, tendo um total de 26 canções, com participações de artistas como Ice Cube, Xzibit, Nate Dogg, The Game, Timbaland, entre outros. O álbum foi lançado oficialmente em 18 de novembro de 2006, como uma prévia para o álbum oficial lançado três dias depois. Em 26 de Março de 2007 a mixtape foi re-lançada como uma nova capa promocional. estima-se que a mixtape tenha sido adquirida virtualmente por mais de 100 mil downloads.

### Desempenho comercial
Desde o seu lançamento o álbum teve cerca de 35 mil downloads digitais na plataforma DatPiff, e cerca de 8 mil na mixtape monkey.

### Faixas
| N.º | Título                                           | Duração |  |
| 1.  | "Intro From "Blue Carpet Treatment Mixtape""     | 1:19    |  |
| 2.  | "Wannabes"                                       | 4:04    |  |
| 3.  | "Bad Bitch"                                      | 3:27    |  |
| 4.  | "Keep Bouncing"                                  | 1:29    |  |
| 5.  | "Lax"                                            | 3:15    |  |
| 6.  | "Interlude From "Blue Carpet Treatment Mixtape"" | 0:45    |  |
| 7.  | "Look Around"                                    | 3:40    |  |
| 8.  | "Vato"                                           | 4:45    |  |
| 9.  | "California Vacation"                            | 4:24    |  |
| 10. | "Real Shit"                                      | 2:46    |  |
| 11. | "Skit"                                           | 0:36    |  |
| 12. | "Territory"                                      | 3:18    |  |
| 13. | "L.A. Zoo"                                       | 0:54    |  |
| 14. | "Pass That"                                      | 4:00    |  |
| 15. | "Killas"                                         | 4:43    |  |
| 16. | "Gang Bang 101"                                  | 0:49    |  |
| 17. | "Crazy"                                          | 4:21    |  |
| 18. | "Real One"                                       | 3:41    |  |
| 19. | "Got My Own"                                     | 3:08    |  |
| 20. | "Candy"                                          | 4:16    |  |
| 21. | "All That I Need"                                | 1:16    |  |
| 22. | "Hollywood"                                      | 3:22    |  |
| 23. | "We Do"                                          | 3:29    |  |
| 24. | "Long Gone"                                      | 4:22    |  |
| 25. | "Listen"                                         | 3:02    |  |
| 26. | "Outro From "Blue Carpet Treatment Mixtape""     | 2:13    |  |

### Créditos
Créditos adaptados do portal Allmusic.
| - Big Daddy Kane - Vocal - Daz - Vocal - DJ Whoo Kid - Produção, Mixagem - Nate Dogg - Vocal - E-40 -Vocal - Flavor Flav - Vocal - The Game - Vocal - Goldie Loc - Vocal - Ice Cube - Vocal | - Kurupt - Vocal - Lil Wayne - Vocal - MC Eiht - Vocal - Snoop Dogg - artista principal, Produção - Timbaland - Vocal, Produção - Western Union Warzone - Vocal - Katt Williams - Vocal - Xzibit - Vocal - Young Jeezy - Vocal |

## The Adventures of Tha Blue Carpet Treatment
" Bigg Snoop Dogg Presents: The Adventures of Tha Blue Carpet Treatment" é um filme animado de Snoop Dogg que conta com as cancões e videoclipes do álbum original. O curta-metragem foi lançado oficialmente em 24 de Junho de 2008, tendo sido dirigido pelo próprio Snoop, com a alcunha de Snoop Scorsese, juntamente com Terence C. Ball, tendo aproximadamente 81 minutos de duração.
Algumas das canções receberam videoclipes exclusivos para o filme, como a versão animado do vídeo do single Vato.

### Enredo
O filme segue o enredo das canções do álbum, descrevendo a vida na West Coast, a violências das gangues e outros temas abordados no disco. Sendo descrito pelo AllMovie como "uma viagem psicodélica pelo Hip-Hop contemporâneo, conseguindo ser agradável para os olhos e ouvidos."

### Elenco principal
- B-Real
- Daz Dillinger
- Nate Dogg
- Snoop Dogg
- E-40
- MC Eiht
- Mike Epps
- The Game
- Kurupt
- Goldie Loc
- Katt Williams
- Charlie Wilson